# آدیتا نارایان
آدیتیا نارایان (انگلیسی: Aditya Narayan) خواننده، مجری و بازیگر هندی است. او فرزند خواننده اودیت نارایان است.
از فیلم‌هایی که وی در آن نقش داشته‌است می‌توان به وقتی عشق برای کسی اتفاق می‌افتد، رنگارنگ و سرزمین بیگانه اشاره کرد.

## زندگی شخصی
نارایان در خانواده اودیت نارایان و دیپا نارایان زاده شد. در نوامبر ۲۰۲۰، او ازدواج خود را با شوتا آگاروال اعلام کرد که در دسامبر همان سال برگزار شد. آنها در 1 دسامبر 2020، در مراسمی نزدیک در بمبئی با حضور تعداد کمی از مردم ازدواج کردند. آنها در مارس ۲۰۲۲ صاحب یک فرزند دختر شدند.